# أمواج الرياضية
أمواج الرياضية هي قناة تلفزيونية فلسطينية تبث في قطاع غزة وتنقل كل ما يتعلق بكرة القدم في قطاع غزة.

## كيفية البث

### في رفح
يرجى توجيه العدسة أو الصحن المقلوب باتجاه حاووز زعرب وضبط اعدادات البحث على التردد 10880 بمعدل ترميز 08000 استقطاب V/H.

### في خان يونس
يرجى توجيه العدسة أو الصحن المقلوب باتجاه السرايا أو الحاووز وضبط اعدادات البحث على التردد 10825 بمعدل ترميز 08000 استقطاب V/H.
(تم إلغاء هذه الإشارة) توجيه العدسة أو الصحن المقلوب باتجاه دوار النجمة وضبط اعدادات البحث على التردد 10880 بمعدل ترميز 08000 استقطاب V/H.

### في الوسطى و الشمال
يرجى توجيه العدسة أو الصحن المقلوب باتجاه السرايا وضبط اعدادات البحث على التردد 10825 بمعدل ترميز 08000 استقطاب V/H.

## مواقع القناة على الإنترنت

### الموقع الرسمي
- http://amwajsport.ps/

### جدول برامج القناة
- http://amwajsport.ps/show